# Augustin-François Motais de Narbonne
Augustin-François Motais de Narbonne est un administrateur colonial français de la deuxième moitié du XVIIIe siècle né à Brest le 22 septembre 1747, et mort Saint-Denis-de-la-Réunion le 14 janvier 1827 . 

## Biographie
Il est le fils de Julien Motais, sieur de Narbonne (1699-1777) et de Michelle Berthelot (1714-1806).
Il est commissaire au bureau de la marine à Brest du 1er juillet 1763 au 31 décembre 1766. Il est envoyé pour occuper la même fonction sur l'île de Bourbon à partir de janvier 1767, puis ordonnateur aux iles de France et Bourbon jusqu'au 31 décembre 1770. 
À partir du 1er janvier 1771, il est écrivain de la marine et des colonies à l'île de Bourbon jusqu'au 7 août 1775. Il est nommé sous-commissaire de la marine et des colonies à l'île de Bourbon, du 8 août 1775 jusqu'au 11 septembre 1779.
Il est nommé commissaire de la marine et des colonies à l'île de France le 12 septembre 1779, jusqu'au 30 novembre 1781.
En 1781, après avoir pillé Pondichéry, la ville est abandonnée par les forces anglaises qui l'occupaient depuis octobre 1778. Le 30 novembre 1781, Augustin-François Motais de Narbonne est nommé commissaire ordonnateur de l'armée et des Possessions française dans l'Inde. Le 7 décembre 1781, une escadre française du bailli de Suffren a quitté Port-Louis pour débarquer en Inde les 2 868 hommes du régiment d'Île-de-France commandées par Poncin Duchemin de Chenneville (1730-1782), sous les ordres de son frère Pierre Duchemin (1725-1782), maréchal des camps et armées du roi, commandant les troupes dans l'Inde. Augustin-François Motais de Narbonne fait partie de l'expédition. Les troupes sont débarquées à Porto-Novo le 10 mars 1782. Pierre Duchemin meurt de maladie le 12 août 1782. Son frère, M. de Chenneville, meurt de maladie en 1782.
Du 6 juin au 19 août 1784, il souhaite passer en France pour y être employé lorsqu'il reçoit, en considération de ses services en Inde, la nomination d'ordonnateur à l'île de Bourbon avec ordre d'y faire fonction de commissaire général daté du 25 mars 1784. Il a servi dans cette qualité du 20 août 1784 au 4 octobre 1785.
Il est appelé à l'Île de France par ordre du roi du 19 août 1784 pour assurer l'intérim d'Étienne Claude Chevreau. Il est nommé Intendant des îles de France et de Bourbon le 12 octobre 1785. Il est commissaire général ordonnateur des îles de France et de Bourbon jusqu'au 17 août 1789.
Le 17 août 1789 il est nommé commissaire général ordonnateur de la Guyane française. Il émet des protestations à l'annonce de sa nomination et a fait tellement traîner en longueur son passage dans la colonie qu'il a réussi à ne jamais y aller en profitant de la rareté des liaisons maritimes entre la France et la colonie. Il a obtenu un congé en 1791. Il est retourné à Saint-Denis retrouver sa famille. Il est remplacé par un ordonnateur intérimaire jusqu'à la nomination de son successeur, le 26 mai 1793.

## Famille
- Julien Charles Louis Motais de Narbonne (1699-1777) marié à Michelle Berthelot (†1806)
  - Françoise Légère Motais (1743-1822) mariée à Brest, le 12 décembre 1761, à Louis Bourayne (1718-1792) ;
    - Charles Louis Bourayne (1763-1763)
    - Louis Charles Marie Bourayne (1766-1816), à l'île de Bourbon à partir de 1792 ;
    - Claude Louis Marie Bourayne (1767-1820), à l'île de Bourbon à partir de 1779
    - "César" Joseph de Bourayne (1768-1817), capitaine de vaisseau, baron de l'Empire, commandeur de la Légion d'honneur ;
    - François Marie Bourayne (1773-1812)
    - Ollivier Louis Bourayne (1774-1868)
    - Jean-Baptiste Marie Louis Bourayne (1782-1839), lieutenant de vaisseau, chevalier de Saint-Louis, chevalier de la Légion d'honneur, marié à Catherine Perrine Rolland ;
      - Louis Pierre Bourayne (1819-1857), chirurgien de marine, chevalier de la Légion d'honneur ;
      - Paul Marie Bourayne (1823-1875), pharmacien de la marine ;
      - Adolphe Joseph Bourayne (1825-1888), aumônier de la marine, chevalier de la Légion d'honneur ;

  - Charles Pierre Motais de Narbonne (1746-1809) marié en 1781 à Saint-Pierre de La Réunion à Anne Nathalie d'Aachery de Salican (1752-1823)
    - Charles Motais de Narbonne (1781-1858)
    - Augustin Motais de Narbonne (1782-1844)
    - François Motais de Narbonne (1783-1848)
    - Adélaïde Augustine Motais de Narbonne (1784-1847)
    - Joséphine Motais de Narbonne (1786-1836)
    - Michelle Nathalie Motais de Narbonne (1792-1877)
    - Philogène Motais de Narbonne (1795-1853)

  - Augustin François Motais de Narbonne (1747-1827) marié à Saint-Denis de la Réunion, le 18 novembre 1789, avec Marie-Adélaïde Desblottières (1747-1824) ;
  - François César Motais de la Châtaigneraie (1750-1821), capitaine de la marine marchande, marié à Port-Louis de l'Île-de-France, le 18 mai 1787, avec Anne Madeleine Frichot (vers 1764-1823)
    - Augustin Motais de la Châtaigneraie (1788- )
    - Charlotte Françoise Stilite Motais de la Châtaignerais (1790-1850)
    - Rosalie Motais de la Châtaigneraie (1792-1808)
    - Nancy Motais de la Châtaignerai (1799- )

## Distinction
- Chevalier de la Légion d'honneur, le 6 avril 1815[4].

## Sources
- Archives nationales d'Outre-mer : Motais de Narbonne, Augustin François, commissaire général des colonies et ordonnateur à l'île de Bourbon 1785
- Société des membres de la Légion d'honneur Finistère Nord : Augustin François Motais de Narbonne